# Sinfonía en re mayor, KV 141a (Mozart)

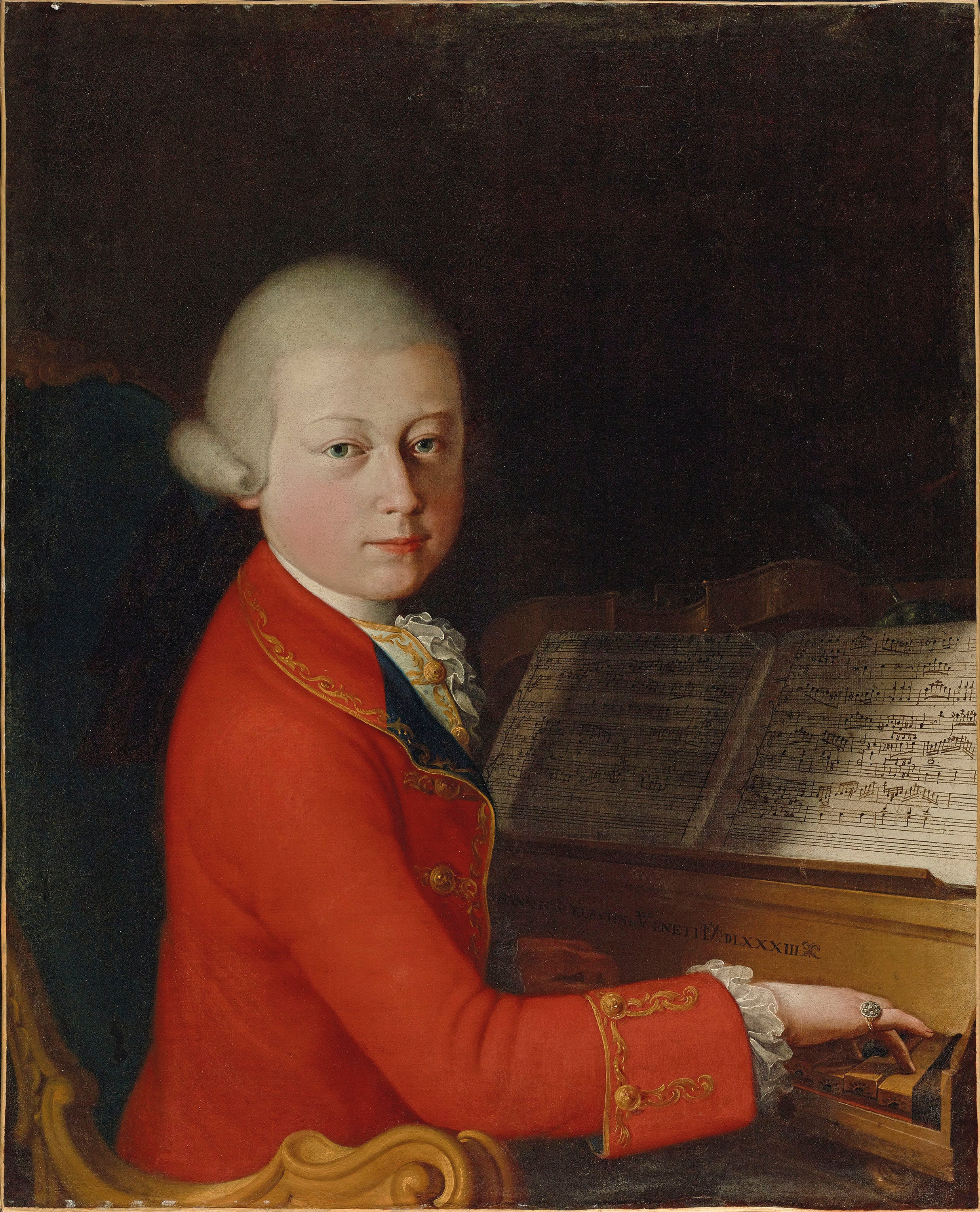
Mozart en 1770.

La Sinfonía n.º 50 en re mayor, K. 161+163/141a probablemente fue compuesta por Wolfgang Amadeus Mozart en 1772, cuando el compositor tenía dieciséis años. Los dos primeros movimientos proceden de la obertura de la ópera Il sogno di Scipione, K. 126 y el último movimiento (K. 161/163) fue compuesto por separado. Actualmente a la obra en su conjunto se le asigna el número K. 141a.

## Historia

### Contexto

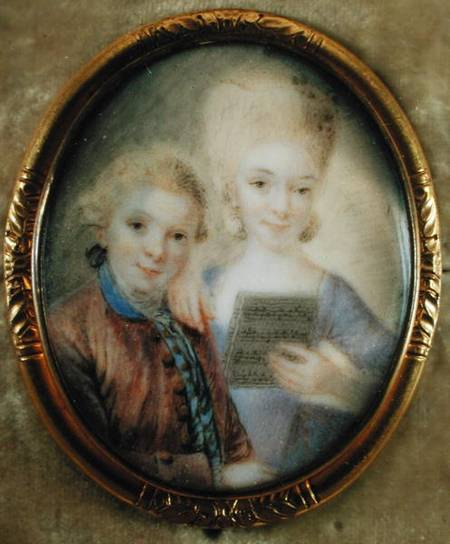
Wolfgang y Nannerl hacia 1763.

La carrera de Mozart como sinfonista había empezado en Londres durante el gran viaje de la familia Mozart por Europa entre junio de 1763 y noviembre de 1766. El padre Leopold Mozart planeó la gira para exhibir a sus prodigiosos hijos, Wolfgang y Nannerl en las principales cortes europeas. En ese tiempo Wolfgang compuso sus primeras obras del género, que tenían una deuda sustancial con las sinfonías de estilo galante italianizante en tres movimientos de Carl Friedrich Abel y Johann Christian Bach; también escuchó las sinfonías de compositores relevantes como Thomas Arne, William Boyce y Giuseppe Sammartini. Posteriormente Leopold y sus hijos pasaron en Viena varios meses de 1768 durante los cuales el joven maestro hizo un esfuerzo consciente por adaptar su estilo sinfónico a los gustos del público vienés, adoptando entre otras cosas la estructura en cuatro movimientos. Una afortunada consecuencia de los largos viajes del compositor en ciernes fue el contacto que le proporcionaron con una generosa muestra representativa de las tradiciones musicales europeas: alemana, británica, francesa e italiana.
El joven compositor y su padre realizaron tres viajes a Italia entre diciembre de 1769 y en mayo de 1773. En este periodo alternó sus visitas con estancias en Salzburgo durante las cuales creó la ópera Mitrídates, rey de Ponto, así como varias sinfonías con apreciable influencia del gusto italiano por la ópera bufa. En 1772 y 1773 el maestro austríaco vivió una etapa de entusiasmo por la escritura sinfónica, produciendo cada año siete nuevas sinfonías (n.º 15 - n.º 27). Después redujo su actividad en este campo y en los dos años siguientes sólo aparecieron tres nuevas piezas del género (n.º 28, 29 y 30). En 1778 realizó un largo y nefasto viaje a Mannheim y a París, durante el cual falleció su madre y su única producción relevante fue la Sinfonía n.º 31 "París". En enero de 1779 regresó a su ciudad natal donde creó otras tres sinfonías (n.º 32, 33 y 34) con las que cierra su etapa en Salzburgo. El casi cuarto de siglo que separa su primera sinfonía de la última -la n.º 41- estuvo marcado por el interés recurrente, si no continuo, del compositor por las posibilidades inherentes a esta forma. Al examinar la cronología de las obras de Mozart, se observa que la composición de sus sinfonías tiende a producirse en grupos espaciados irregularmente, de hasta nueve o diez ejemplos seguidos, en lugar de regular o aisladamente. Lo que esto podría sugerir, al margen de cualquier motivación económica, es que empleó estos periodos específicamente para resolver los problemas y retos de la forma sinfónica.

### Composición
La composición de esta obra, si realmente se trata de una obra del joven Mozart, pudo desarrollarse en 1772. En marzo de 1772 Mozart compuso su ópera Il sogno di Scipione, K. 126 en Salzburgo, que es introducida por una obertura de dos movimientos en re mayor. Más tarde, el compositor complementó ambos movimientos con un final recompuesto (K. 163) para poder tocar la obra por separado como una sinfonía de concierto de tres movimientos, presumiblemente para presentaciones ante los mecenas de Milán en el otoño de 1772. A mediados del siglo XVIII se conocía como sinfonía a la música que se interpretaba como introducción a una ópera, lo que llegó a denominarse obertura. No existía una distinción formal entre una obra de este tipo y otra que, a pesar de llevar el mismo nombre, en realidad se acercaba más a lo que hoy se entiende por sinfonía de concierto. No obstante, a medida que los compositores avanzaban en la exploración de las posibilidades de la sinfonía, la diferencia entre ambas se fue haciendo cada vez más evidente. Sus sinfonías para ópera disponían obviamente de medios más modestos que las concebidas inicialmente como piezas de concierto. El maestro austríaco esperaba que algunas de su sinfonía operística se interpretase como obra independiente por derecho propio y por esta razón escribió un movimiento adicional para crear una obra de concierto multi-seccional.
A pesar de su numeración se trata de una de las sinfonías tempranas del maestro austríaco, ya que fue una de las que se descubrieron después de que se elaborara la lista "oficial" de 41 sinfonías. Al parecer la tonalidad de re mayor es común a un grupo de sinfonías escritas en Italia. Dicha tonalidad facilitó el uso de trompetas para evocar el estilo de las óperas bufas italianas más populares.

### Estreno y publicación
No se sabe con certeza la fecha y el lugar en que se celebró el estreno de la sinfonía.
La primera edición del último movimiento fue llevada a cabo en 1886 por el editor Gustav Nottebohm para la casa Breitkopf & Härtel en Leipzig, que publicó bajo la denominación Wolfgang Amadeus Mozarts Werke, Serie XXIV: Supplemente, Bd.1, No.10, tanto las partes como la partitura completa.
La Alte Mozart-Ausgabe (Antigua Edición de Mozart), que publicó la primera edición completa de las obras musicales de Mozart entre 1879 y 1882, estableció la secuencia numerada del 1 al 41 para la producción sinfónica del maestro austríaco. Algunas piezas, como la Sinfonía en fa mayor, K. 76, fueron publicadas en suplementos de la Alte-Mozart Ausgabe hasta 1910. Las sinfonías no numeradas en aquel momento han recibido posteriormente números que van del 42 al 56, incluso aunque fueran escritas por Mozart con anterioridad a la Sinfonía n.º 41 de 1788. Conforme a este esquema de numeración la Sinfonía K. 141a recibiría el número 50.

## Instrumentación
La partitura está escrita para una orquesta formada por:
- Viento madera: 2 flautas, 2 oboes y 1 [fagot].
- Viento metal: 2 trompas en re y 2 trompetas en re.
- Percusión: timbales en re y la.
- Teclado: [clavecín].
- Cuerda: una sección de cuerdas con 2 violines (primero y segundo), viola, violonchelo y contrabajo.

Las trompetas y los timbales permanecen en silencio durante el segundo movimiento. En las orquestas de aquella época era una práctica común emplear el fagot y el clavecín, si estaban presentes en la orquesta, para reforzar la línea del bajo doblando a los violonchelos y los contrabajos o bien como continuo, incluso sin notación separada.

## Estructura y análisis
La sinfonía consta de tres movimientos:
- I. Allegro moderato, en re mayor 2
2
- II. Andante, en sol mayor 3
4
- III. Presto, en re mayor 3
8

La interpretación de esta obra dura aproximadamente entre 5 y 10 minutos. Los dos primeros movimientos proceden de la obertura de la ópera Il sogno di Scipione, K. 126 y el último movimiento (K. 161/163) fue compuesto por separado.

### I.Allegro moderato
El primer movimiento, Allegro moderato, está escrito en la tonalidad de re mayor, en compás alla breve y sigue la forma sonata. La apertura se caracteriza por fuertes contrastes. Primero una figura triádica suena al unísono en forte a modo de fanfarria. Le siguen dos motivos en ritmo con puntillo y pizzicato por terceras en piano. Este primer tema (compases 1-12) se repite y da paso a una breve transición con melodías de acordes y apoyaturas, que cambia a la dominante de la mayor. El segundo tema (compases 36 y siguientes) está en la dominante y es cantabile. Contiene un motivo repetido de dos compases que es anunciado por una figura de acompañamiento a modo de alfombra en el segundo violín y la viola. Según Scherliess es una especie de anticipación temprana del comienzo de la Gran Sinfonía en sol menor, K. 550. A continuación se escuchan síncopas, se nubla brevemente a la menor y desemboca, a partir del compás 43, en el grupo final con una línea de bajo descendente sobre trémolo y melodía acordal. La segunda parte empieza tras un silencio general en forma de acorde inesperado de fa sostenido (con la sostenido como tercera y fa sostenido), que sirve de punto de partida para un nuevo tema que cambia inicialmente a si menor. Trasladado a la dominante, se repite antes de dar paso a la introducción de la recapitulación a partir del compás 76 con un giro de cuatro compases. La recapitulación (compases 88 y siguientes) discurre en principio de la misma manera que la exposición. No obstante, la repetición del primer tema conduce a un nuevo pasaje con acordes disonantes, trémolo y una secuencia cadencial de acordes tónica-subdominante-dominante que se repite con gran energía. No aparece el segundo tema, sino la cabeza del primero: inicialmente en la tónica, luego abruptamente desplazado a si bemol mayor, desde donde la música desciende poco a poco a re menor y se detiene en el acorde de la mayor con un calderón.  

### II.Andante
El segundo movimiento, Andante, está en sol mayor y en compás de 3/4. El movimiento lento está escrito a dos voces. Se inicia con la sección A (compases 1-12) consistente en un tema cantabile y sereno, en el que a los violines se unen los oboes y luego las flautas. El tema se va construyendo de manera periódica. La sección B comienza en el compás 17 con la aparición de un nuevo motivo breve con movimiento desplazado, que conduce mediante una figura ligada por terceras a la repetición de toda la sección, en la que la sección B es sometida a variación. Finaliza con una serie de acordes lentos, mantenidos durante todo el compás, que incluye una breve amortiguación en modo menor. Tras un decrescendo, se desvanece "abiertamente" en el acorde de mi séptima mayor en pianissimo.  

### III.Presto
El tercer y último movimiento, Presto, retoma la tonalidad inicial y el compás es 3/8. El Finale, de estilo Kehraus, presenta un primer tema (compases 1-16) basado en un giro de tónica-dominante formulado con un apéndice de virtuosísticas semicorcheas, que se repiten una octava más grave más adelante. Le sigue inmediatamente el segundo tema en la dominante, en el cual el primer violín interpreta su motivo con una característica cuarta descendente sobre un rapidísimo fluir de semicorcheas en el segundo violín y la viola. El grupo final, bastante extenso, contiene varios motivos pequeños con melodías triádicas y breves carreras, en las que el primero de estos motivos es interpretado por el primer violín; y luego por la viola y el contrabajo de forma escalonada. Se funde a la perfección con la sección central, en la que el segundo tema, antes más motívica, se convierte en una especie canción de cuna. Un crescendo con ejecuciones virtuosísticas presagia la recapitulación (compases 86 y siguientes), que está estructurada como la primera parte del Finale. Una breve coda con acordes de tónica pone fin a la obra.